# Ignaz von Seyfried
Pour les articles homonymes, voir Seyfried.
Ignaz Xaver Ritter von Seyfried (né à Vienne le 15 août 1776 et mort à Vienne le 27 août 1841) est un chef d'orchestre et compositeur autrichien.

## Biographie
Ignaz von Seyfried fut l'élève de Mozart et Koželuh pour le piano ainsi Johann Georg Albrechtsberger et Peter von Winter en composition.  Il a publié les œuvres complètes d'Albrechtsberger après sa mort. Il eut pour élèves Franz von Suppé, Heinrich Wilhelm Ernst, Eduard Marxsen et Joseph Fischhof en théorie musicale.

## Chef d'orchestre
Dans sa jeunesse Seyfried fut le chef assistant d'Emanuel Schikaneder au Theater an der Wien à Vienne, où il entre comme directeur musical en 1797. Il y exerce jusqu'en 1828.
En 1805, von Seyfried dirige la première version du Fidelio de Beethoven, dont il est l'ami. Les mémoires de Seyfried contiennent nombre d'anecdotes à propos du maître. Il rédige aussi un Ludwig van Beethoven's Studien écrit conjointement avec Haydn et Albrechtsberger et publié seulement en 1832. Beaucoup des propos sont cependant invalidés par d'autres sources.

## Compositeur
Seyfried composé plus d'une centaine œuvres pour la scène, y compris des opéras, des opérettes, des ballets et mélodrames, ainsi que de nombreuses œuvres sacrées - messes, motets, Requiems, psaumes, des hymnes, des oratorios. Il a aussi écrit des symphonies, des ouvertures et de la musique de chambre. À l'occasion de l'exécution du Requiem de Mozart lors des funérailles de Ludwig van Beethoven, il a composé un Libera me qui n'appartient pas aux textes liturgiques de la Missa pro defunctis, dans lequel il reprend des thèmes de l'œuvre de Mozart.